# 小行星6488
小行星6488（6488 Drebach）是一颗绕太阳运转的小行星，为主小行星带小行星。该小行星于1991年4月10日发现。

## 轨道参数
小行星6488的轨道半长轴为2.4908806 UA，离心率为0.093。